# Asura melitaula
Asura melitaula är en fjärilsart som beskrevs av Edward Meyrick 1899. Asura melitaula ingår i släktet Asura och familjen björnspinnare. Inga underarter finns listade i Catalogue of Life.